# バット・ノット・フォー・ミー
「バット・ノット・フォー・ミー」（But Not for Me) は、ジョージ・ガーシュウィンが作曲し、アイラ・ガーシュウィンが作詞したポピュラー音楽の楽曲。
1930年のミュージカル『Girl Crazy』のために書かれ、オリジナルのプロダクションではジンジャー・ロジャースが歌った。このミュージカルを基にした1932年のミュージカル『クレイジー・フォー・ユー』でもこの曲は取り上げられた。
1959年には、エラ・フィッツジェラルドが『Ella Fitzgerald Sings the George and Ira Gershwin Songbook』で、この曲を取り上げた。この作品は、1960年の第2回グラミー賞で、最優秀女性ボーカル賞に輝き、同年には英語では同名の映画『僕は御免だ (But Not for Me)』が公開された。
歌手ケティ・レスターは、この曲を作りなおしてゴスペル風の編曲で歌い、1962年に、US Adult Contemporary chart で10位、Billboard Hot 100 で41位、全英シングルチャートで45位に達した。
2012年には、ジョージ・ガーシュウィンとアイラ・ガーシュウィンの作品を取り上げたジョー・ディピエトロのブロードウェイ・ミュージカル『Nice Work If You Can Get It』の第2幕1場で、ケリー・オハラ演じるビリー・ベンドリクス (Billie Bendix) がこの曲を歌った。

## 映画での使用例
- 1943年 Girl Crazy – 歌唱 ジュディ・ガーランド
- 1959年 僕は御免だ (But Not for Me) – 歌唱 エラ・フィッツジェラルド
- 1965年 青空のデイト (When the Boys Meet the Girls) – 歌唱 コニー・フランシス、ハーヴ・プレスネル（英語版）
- 1979年 マンハッタン (Manhattan) – 演奏 バッファロー・フィルハーモニー管弦楽団
- 1989年 恋人たちの予感 (When Harry Met Sally...) 演奏 ハリー・コニック・ジュニア
- 1994年 フォー・ウェディング (Four Weddings and a Funeral) – 演奏 エルトン・ジョン
- 1998年 The Cruise – 演奏 ティモシー・レヴィッチ（英語版）
- 1998年 今夜、宇宙の片隅で（テレビドラマ）
- 2012年 坂道のアポロン（テレビアニメ） (Kids on the Slope)  アニメ[3]